# Tarzan (film din 2013)
Tarzan (de asemenea comercializat ca Tarzan 3D) este un film de animație de familie americano-german-francez din 2013. Este regizat de producătorul german Reinhard Klooss. A avut premiera mondială la 17 octombrie 2013 în Rusia. Filmul a fost lansat la începutul anului 2014 în alte țări. În rolurile principale joacă Kellan Lutz, Spencer Locke, Anton Zetterholm și Jaime Ray Newman. Scenariul este scris de Reinhard Klooss, Jessica Postigo și Yoni Brenner. Filmul este bazat pe cartea clasică Tarzan din neamul maimuțelor (1914) de Edgar Rice Burroughs, care a avut numeroase ecranizări de-a lungul timpului.

## Prezentare
Tarzan și Jane Porter trebuie să înfrunte o armată trimisă de directorul general al Greystoke Energies, chiar omul care a preluat compania, după ce părinții lui Tarzan au fost omoriti de un jaguar dupa ce au naufragiat pe insula.

## Distribuție
- Kellan Lutz - Tarzan, un om care a fost crescut de mic copil de către maimuțe după ce supraviețuit unui atac a jaguarului care i-a ucis părinții.[4]
  - Craig Garner - Tarzan la 4 ani
  - Anton Zetterholm - Tarzan addolescent
- Spencer Locke - Jane Porter, iubita lui Tarzan.[4]
- Jaime Ray Newman - Alice Greystoke, mama lui Tarzan, care a murit într-un atac al jaguarului, împreună cu soțul ei.[5]
- Robert Capron - Derek
- Mark Deklin - John Greystoke, tatăl lui Tarzan și fost CEO al Greystoke Energies.[2]
- Trevor St. John - William Clayton, actualul și lacomul CEO al Greystoke Energies care trimite o armată de mercenari pentru a-i elimina pe Tarzan și Jane.[5]
- Brian Huskey - Smith
- Faton Millanaj - Miles
- Maximilian Nepomuk Allgeier - Pilot #2

### Dublajul în limba română
Filmului i-a fost dedicată o știre difuzată de canalul Pro TV în care audienței i s-a prezentat vedetele alese de Media Pro: Victor Slav, Daniel Buzdugan, Jojo și Pavel Bartoș. Au dublat în limbă română:
- Daniel Buzdugan - Tarzan/John Greystoke[8]
- Jojo - JJ Greystoke, Jane[9]
- Victor Slav - Jim Porter[10]
- Pavel Bartoș - Clayton[11]